# Коста ди Сопра (Виченца)
Коста ди Сопра је насеље у Италији у округу Виченца, региону Венето.
Према процени из 2011. у насељу је живело 23 становника. Насеље се налази на надморској висини од 348 м.